# Алехины
Алехины (Олехины, Алёхины) — древний русский дворянский род.

## История рода
Панкрат Борисович вёрстан новичным окладом по Ряжску (1579). Иван Семёнович, Пётр Прокофьевич, Иван Ларионович, Иван и Семён Игнатьевичи, Лев Иванович, Лев Некрасович, Игнат Сидорович, Истома Сопрыкинович и его племянник Иван Олехины владели поместьями в Орловском уезде (1594).
Потомство Петра Алехина жившего в конце XVI — начале XVII столетий владело в XVII веке поместьями в Крапивенском уезде. Иван Андреевич и Прокофий Андросович вёрстаны новичными окладами по Туле (1628). Калина Алехин таможенный голова в Старом Осколе (1667). Артемий Иванович владел поместьем в Елецком уезде (1672). Борис Евстафьевич владел поместьем в Ливенском уезде (1678). Агафон, Корнилий, Назар и Михаил Тимофеевичи, Алексей и Данила Федотовичи владели поместьями в Чернском уезде (1680). Сергей Алехин стрелецкий и казачий голова в Коротояке (1690-х).